# Peter Richter (Kunstkritiker)

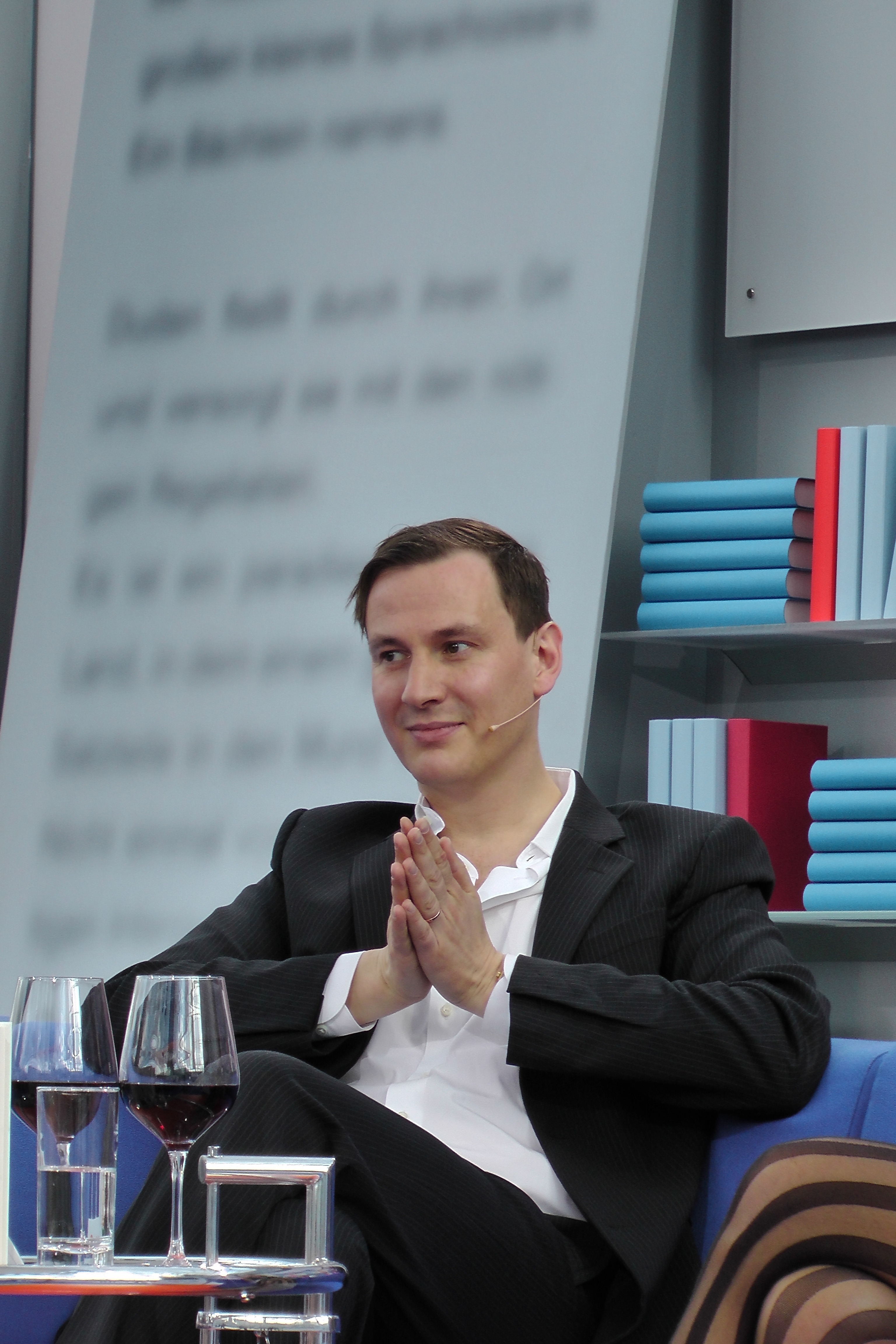
Peter Richter während der Leipziger Buchmesse (2011)

Peter Richter (* 8. Juli 1973 in Dresden) ist ein deutscher Kunstkritiker, Journalist und Schriftsteller.

## Leben
Peter Richter wurde in Dresden geboren und wuchs dort im Stadtteil Loschwitz auf. Er besuchte das Abendstudium an der Hochschule für Bildende Künste und legte 1992 sein Abitur an der Kreuzschule ab. Eine Ausbildung zum Offset-Drucker brach er nach wenigen Wochen ab, um als Journalist zu arbeiten und zu studieren. Sein Studium der Kunstgeschichte in Hamburg und Madrid schloss er 1998 mit einer Magisterarbeit über spanische Barockmalerei ab. 2006 wurde er an der Universität Hamburg mit der Dissertation Der Plattenbau als Krisengebiet bei Martin Warnke promoviert. 
Richter absolvierte ein journalistisches Volontariat beim Deutschlandfunk und Deutschlandradio, arbeitete für die Süddeutsche Zeitung und trat in die Feuilletonredaktion der FAZ ein. Bis Ende 2011 betreute er im Feuilleton der Frankfurter Allgemeinen Sonntagszeitung (FAS) die Bereiche Kunst und Architektur. Daneben moderierte er fünf Jahre lang das Magazin „Galerie“ im Deutschlandradio, außerdem schrieb er eine Kolumne für das Kunstmagazin Monopol („Richterskala“). Er veröffentlichte mehrere Sachbücher sowie einen Roman an der Grenze zum Sachbuch. Sein Essay Blühende Landschaften von 2004 trug den gleichen Namen wie eine Kolumne, die er zwischen 2003 und 2007 für die FAS schrieb. Von April 2009 bis Ende März 2010 veröffentlichte er eine wöchentliche Videokolumne namens „Richterspruch“ auf der Website der FAZ, seine spätere Videokolumne hieß „Richterskala“. Ab September 2009 trat er im Rahmen der Late-Night-Show „Harald Schmidt“ auf. Von Sommer 2012 bis 2017 berichtete Peter Richter als Kulturkorrespondent für die Süddeutsche Zeitung aus New York. Seitdem berichtet er aus Berlin.

## Werke
- Hier spricht Berlin. Mit Georg Diez, Nils Minkmar, Claudius Seidl und Anne Zielke. Kiepenheuer & Witsch, Köln 2003, ISBN 3-462-03342-5.
- Blühende Landschaften. Goldmann, München 2004, ISBN 3-442-31075-X.
- Deutsches Haus. Goldmann, München 2006, ISBN 3-442-30111-4.
- Schaut auf diese Stadt. Mit Georg Diez, Nils Minkmar, Claudius Seidl und Anne Zielke. Kiepenheuer & Witsch, Köln 2007, ISBN 978-3-462-03790-6.
- Gran Via: Spanische Vorkommnisse. Goldmann, München 2009, ISBN 3-442-31148-9.
- Über das Trinken. Goldmann, München 2011, ISBN 978-3-442-31202-3.
- 89/90. Luchterhand Literaturverlag, München 2015, ISBN 978-3-630-87462-3.
- Dresden Revisited, Von einer Heimat die Einen nicht fortlässt. Luchterhand Literaturverlag, 2016, ISBN 978-3-630-87525-5.
- August: Roman. Carl Hanser Verlag, 2021, ISBN 978-3-446-26763-3.